# Escola de Artes e Ofícios de Ferrol
A Escola de Artes e Ofícios de Ferrol foi a primeira da sua classe que se abriu na Galiza. Representou uma singular iniciativa, da qual tiraram proveito milhares de alunos (muitos deles ilustres ferrolanos). Apesar do seu escasso meio século de existência, fica profundamente na lembrança colectiva da população e faz parte com nitidez ainda da memória viva de muitos ferrolanos.

## Fundação e começo académico
A inauguração oficial da Escola teve lugar a 9 de Dezembro de 1881 na Câmara Municipal. A instituição educativa foi subsidiada pela Deputação Provincial e a Câmara de Ferrol. Ao não dispor a Câmara de um edifício público que destinar a esse fim, decidem alugar um, no último quarteirão da rua Madalena, próximo dos Jardins de Herrera.
As aulas começaram no dia 1 de Outubro de 1882. A idade mínima para se inscrever era de 12 anos, mais nos primeiros tempos predominam entre os alunos os jovens operários que simultaneiam o seu trabalho com os seus estudos. Por esta razão, o horário é nocturno, a partir das 6 horas da tarde.
No ano de 1930, a Escola de Artes e Ofícios transforma-se em Escola Elementar de Trabalho, na qual persiste uma secção de artes e ofícios.

## Material didáctico e métodos pedagógicos
A ensinança que se leccionava na Escola era uma combinação de aulas teóricas e práticas, priorizando estas últimas. Além das aulas, às vezes realizavam visitas a estabelecimentos industriais e a museus, assistiam a palestras ou a aulas extracurriculares que se faziam no mesmo centro e participavam em exposições nacionais e internacionais.
A Escola não era um recinto isolado; estava relacionado com a sociedade, com o contexto social. Além disso, os seus métodos pedagógicos tinham uma clara influência dos progressistas da Instituição Livre de Ensino, promovida por Giner de los Ríos e Joaquin Costa. Para a sua época e, apesar das dificultades, conseguiram que houvesse uns ensinamentos de qualidade reconhecidos na altura na imprensa diária e noutro tipo de publicações.
A Junta Directiva e o professorado preocupavam-se com que o Centro estivesse dotado dos últimos avanços técnicos. O laboratório de Física, Química e Mecânica era, de quando em quando, ampliado com nova maquinaria. Foi comprada uma estação telegráfica, de morse e telefonia no ano de 1889, e material para o laboratório de fotografia em 1891.

## Inscrições
Muitíssimos alunos, homens e mulheres, estudam na Escola, nos quase cinquenta anos de existência, e na secção de Artes e Ofícios que persistiu na nova Escola Elementar de Trabalho depois da sua transformação.
Entre 1882 e 1930, 7.367 homens e 5.142 mulheres, o que faz um total de 12.509 alunos e alunas, procedentes de todas as classes sociais.

## Alunado
Achamos na relação de alunos matriculados na Escola grande número de pessoas que, com o passar dos anos e por diferentes motivos, chegaram a ser importantes. O facto de que a maioria delas sejam homens é consequência do papel jogado pela mulher na sociedade na altura, sem participar na vida política e cultural.
- Pintores: Felipe Bello Piñeiro, Imeldo Corral, Carmelo González, Francisco Iglesias, José Mª González Collado, Ricardo Segura Torrella.
- Arquitectos: Rodolfo Ucha Piñeiro, Rodolfo Ucha Donate.
- Escritores: Matías Usero, Gumersindo Díaz García, Gonzalo Torrente Ballester